# Marambiotherium
Marambiotherium — вимерлий рід сумчастих, що жили в Антарктиді.